# Auguste-Denis Fougeroux de Bondaroy
Auguste-Denis Fougeroux de Bondaroy est un botaniste français, né le 10 octobre 1732 à Paris et mort le 28 décembre 1789 dans cette même ville.

## Biographie
Il est le neveu et principal collaborateur de l’ingénieur et botaniste Henri Louis Duhamel du Monceau et le père du député Charles du Hamel de Fougeroux. Élu adjoint botaniste à l'Académie le 25 août 1758, c'est un excellent dessinateur. Il rédige quatre monographies de la Description des arts et métiers : l'Art de l'ardoisier, du coutelier, du tonnelier et du travail des cuirs dorés ou argentés.
Les papiers personnels d'Auguste-Denis Fougeroux de Bondaroy sont conservés aux Archives nationales sous la cote 127AP. Une partie de ses journaux, croquis et correspondances sont conservés à Philadelphie, dans les collections de l'American philosophical society sous la côte Mss.B.D87.

## Liste partielle des publications
- 1752 : Art de travailler les Cuirs dorés et argentées.
- 1759 : Mémoire sur les bois pétrifiées.Mémoires de l'Académie royale des sciences de Paris, 430-452.
- 1762 : Art de Tirer des Carrières la Pierre d'Ardoise, de la Fendre et de la Tailler.
- 1763 : Mémoire sur la formation des os.
- 1763 : Art du Tonnelier.
- 1770 : Recherches sur les ruines d'Herculanum[4]
- 1773 : Observations faites sur les côtes de Normandie.